# Nguyễn Phúc Đoan Lương
Nguyễn Phúc Đoan Lương (chữ Hán: 阮福端良; 1842 – 1894), phong hiệu Tuy Lộc Công chúa (綏祿公主), là một công chúa con vua Thiệu Trị nhà Nguyễn trong lịch sử Việt Nam.

## Tiểu sử
Công chúa Đoan Lương sinh năm Nhâm Dần (1842), là con gái thứ 27 của vua Thiệu Trị, mẹ là Ngũ giai Thuận tần Hoàng Thị Dĩnh. Công chúa là chị em cùng mẹ với Tự Tân Công chúa Lương Huy, hoàng tử Hồng Từ (chết yểu) và Thuận Mỹ Công chúa Phúc Huy.
Năm Tự Đức thứ 10 (1857), vua anh gả Đoan Lương cho Phò mã Đô úy Nguyễn Trọng Khoa, người Thụy Nguyên, Thanh Hóa, con trai của Thống chế sung Đề đốc Nguyễn Trọng Thao. Công chúa và phò mã có với nhau ba con trai và hai con gái. Năm 1868, phò mã Khoa mất.
Năm Tự Đức thứ 22 (1869), bà chúa Đoan Lương được sách phong làm Tuy Lộc Công chúa (綏祿公主).
Năm Giáp Ngọ (1894), công chúa Đoan Lương mất, thọ 53 tuổi, thụy là Mỹ Thục (美淑). Tẩm mộ của bà hiện tọa lạc tại phường Trường An, Huế (ở trước khuôn viên chùa Kim Tiên).